# 60-та окрема механізована бригада (Україна)
60-та окрема механізована Інгулецька бригада (60 ОМБр) — з'єднання механізованих військ Сухопутних військ Збройних Сил України. Перебуває в складі 3-го армійського корпусу.
Створена після початку російсько-української війни 2014 року як кадрована військова частина Корпусу резерву. Після російського вторгнення 2022 року відмобілізована. Восени 2022 року підрозділи бригади вели бої на Херсонському напрямку, взимку — поблизу Бахмуту.

## Історія

### Передумови
У лютому 2014 року почалася російська збройна агресія проти України: Росія вторглася до Криму та анексувала його. Вже у квітні розпочалися бойові дії війни на сході, після захоплення Слов'янська Донецької області російськими диверсійними загонами під командуванням Ігоря Гіркіна. Влітку українські війська вели бої на російсько-українському кордоні, під Донецьком, Луганськом та на Приазов'ї, ізолюючи угруповання бойовиків від постачання з Росії та розсікаючи утримувані ними території.
Після втручання регулярної російської армії влітку українські сили зазнали низку поразок і були змушені відійти з-під Луганська, Іловайська та Новоазовська. Після повторного вторгнення російської армії взимку 2015 року у боях за Дебальцеве українські сили були змушені відступити з міста.

### Створення
У жовтні 2015 року 3 військовослужбовців 60-ї окремої механізованої бригади Корпусу резерву отримали травми в результаті детонації боєкомплекту танка на Новомосковському військовому полігоні у Дніпропетровській області.
Наприкінці лютого 2016 року бригада брала участь у військових навчаннях у Херсонській області. Більшість її військовослужбовців вже пройшли гарт бойовими діями на сході країни. У ході навчань, серед іншого, вони опановували оновлені артилерійські системи.

### Російське вторгнення 2022 року
1 квітня 2022 року стало відомо, що військовослужбовці 60 ОПБр звільнили від російських окупантів 11 населених пунктів у Херсонській області. Бригада діяла в складі Угруповання військ «Південь».
11 липня 2022 року 60 ОПБр звільнила село Іванівку Херсонської області.
24 серпня 2022 року бригаді присвоєно почесне найменування «Інгулецька».
8 вересня 2022 року Володимир Зеленський відмітив заслуги бригади на півдні України.
6 грудня 2022 року Президент України вручив бригаді бойовий прапор.
Взимку та навесні 2023 року 60-та механізована бригада перебувала на захисті Бахмуту.
На січень 2024 року бригада виконувала завдання на Куп'янському напрямку.
З березня 2024 року бригада тримала оборону на Лиманському напрямку.
10 січня 2025 року начальник відділення комунікацій бригади сказав, що ситуація на Лиманському напрямку залишається напруженою вже близько місяця, росіяни комбінували механізовані та піхотні штурми. Росіяни намагалися форсувати річку Жеребець, де були так звані дамби, і була можливість пересуватися пішки і технікою.
На 2025 рік перебувала у складі 3-го армійського корпусу.

## Структура
- 2-й механізований батальйон[18]
- 96-й механізований батальйон[19]
- 97-й окремий механізований батальйон (раніше ССО Азов Харків)[20]
- 16-й окремий стрілецький батальйон[21]
- 19-й окремий стрілецький батальйон[22]
- 98-й піхотний батальйон[23]
- стрілецький батальйон[24]
- танковий батальйон[23]
- ББпС «Vidar»[25][26]
- група інженерного забезпечення[27]

## Оснащення
- Т-80БВМ[23]

## Командування
- з 04.2023: полковник Бородін Андрій Юрійович[28]

## Втрати

### 2022
- 29 серпня 2022 — Наумов Олексій, молодший сержант. Загинув біля села Ольгине (Херсонська область) від протитанкової міни.[29]

### 2023
- 26 жовтня 2023 — Оболоник Ілля Іванович, старший солдат. Загинув в районі села Кринки Херсонської області.[30]
- 28 листопада 2023 — Саган Дмитро Миколайович, солдат. 24.05.1986, с. Лугове Хмельницького району. Загинув у бою біля села Терни. Майже рік вважався зниклим безвісти.[31]

### 2024
- 12 січня 2024 — Мелащенко Григорій Віталійович, солдат. Загинув в районі н.п. Терни Краматорського району Донецької області.[32]
- 17 січня 2024 — Назарук Іван Миколайович. 23 грудня 1988, с. Старі Кривотули. Загинув поблизу с. Сеньківка Куп'янського району Харківської області.[33]
- 28 січня 2024 — Макаревич Ігор. 23.03.1973, м. Львів.[34]
- 12 березня 2024 — Шумський Юрій Володимирович, солдат. Загинув поблизу с. Ямполівка Лиманської територіальної громади Донецької області.[35]
- 19 листопада 2024 — Власюк Олег, взвод ударних БПЛА, головний сержант взводу. 21.10.1979, м. Хмельницький. Загинув на Лиманському напрямку.[36]

### 2025
- 25 липня 2025 - Степан Мельник, 44 роки.

## Традиції
Указом Президента України № 606/2022 від 24 серпня 2022 року бригаді присвоєно почесне найменування «Інгулецька».
26 лютого 2025 року бригада була відзначена Президентом України почесною відзнакою «За мужність та відвагу».

### Символіка
Нарукавний знак бригади має в зеленому полі щита зображення золотого лева з блакитним значком на золотому списі, що відтворює головну фігуру з герба Самарської паланки середини XVIII століття, оскільки бригада базується в м. Самар Дніпропетровської області.

### Довідки
- Сухопутні війська // ukrmilitary.com

### Новини
- В Херсонській області тривають масштабні військові навчання — ОТУ «Південь» [Архівовано 20 грудня 2016 у Wayback Machine.]
- Парафіяни церкви св. Сергія і Вкха в Римі придбали автомобіль для українських воїнів в АТО